# Johannes Scherr

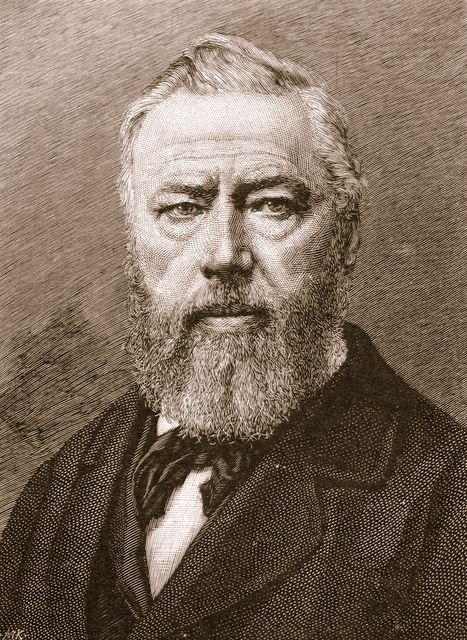
Johannes Scherr.

Johannes Scherr, född den 13 oktober 1817 på Hohenrechberg i Württemberg, död den 21 november 1886 i Zürich, var en tysk litteratur- och kulturhistoriker, bror till Ignaz Thomas Scherr.
Scherr promoverades i Tübingen 1840 och var därefter under några år skollärare i Winterthur (Schweiz). År 1843 slog han sig ned i Stuttgart och kastade sig med entusiasm in i de politiska striderna. Efter att 1844 ha utgivit en uppseendeväckande skrift, Württemberg im jahre 1844, valdes han 1848 till medlem av andra kammaren i Württembergs lantdag och stod under revolutionstiden i spetsen för det demokratiska partiet. Sedan kamrarna 1849 blivit upplösta, flydde han till Winterthur och sysselsattesig där uteslutande med skriftställeri, tills han 1860 erhöll professuren i historia och litteratur vid polyteknikum i Zürich.
Utom en mängd med bifall mottagna romaner och andra berättelser: Schiller (1856; 6:e upplagan 1909), Michel (1858; 13:e upplaga 1909) med flera (ett urval utkom med titeln Novellenbuch 1873-77, flera upplagor) liksom åtskilliga humoristiska skrifter författade Scherr en mängd kultur- och litteraturhistoriska arbeten. Scherr var en ivrig partiman, vars politiska intolerans kom honom att bruka historiska företeelser till angrepp på allehanda av honom hatade stånd och institutioner och förryckte uppfattningen av personer och förlopp. Hans stil var full av egendomligheter: arkaismer, nybildningar, sökta liknelser i Thomas Carlyles och Das junge Deutschlands maner och kryddades av burlesker och grovheter i rikt antal. 
Hänsynslöst och hänfört stred han för frihet och bildning, med ett muntligt föredrag och en litterär framställning, vars originella och utomordentligt levande kraft var starkt tilldragande. Av hans verk kan nämnas Deutsche kultur- und sittengeschichte (1852-53), Schiller und seine zeit (1859, många upplagor), Geschichte der deutschen frauenwelt (1860), Blücher, seine zeit und sein leben (1862; 8:e upplagan 1914), Allgemeine geschichte der literatur (1851, många upplagor; i svensk omarbetning av Arvid Ahnfelt, "Verldsliteraturens historia", 1874-76), Bildersaal der weltliteratur (1848; 3:e upplagan 1884-85), Geschichte der deutschen literatur (1850; 2:a uppl. 1854), Geschichte der englischen literatur (1854; 3:e upplagan 1883) och Dichterkönige (1855; 2:a upplagan 1861). Hans historiska och litterära essayer utgavs samlade under titeln Menschliche tragikomödie (1874; ny upplaga 1911; ett par översättningar till svenska 1889).